# Leandrinho (football, 1993)
Pour les articles homonymes, voir Leandrinho.
Leandro Cordeiro de Lima Silva, plus couramment appelé Leandrinho, est un footballeur brésilien né le 25 septembre 1993 à Espinosa. Il évolue au poste de milieu défensif au CD Mafra.

## Biographie
Leandrinho est formé au sein des clubs du São Paulo FC et du Rio Claro FC.
Il débute en Série A avec le club du Santos FC le 5 août 2012, lors d'un déplacement sur la pelouse de Náutico (défaite 3-0).
Il marque son premier but en Serie A avec le club du Santos FC le 27 septembre 2015, lors de la réception du SC Internacional (victoire 3-1).

## Palmarès
Avec le Santos FC, il remporte le championnat de São Paulo en 2015.